# Fernando Varanda
Fernando José de Sá Martins Varanda (Luanda, 1941- Lisboa, 6 de Fevereiro de 2023) é um arquitecto, urbanista, investigador e professor português.

## Biografia

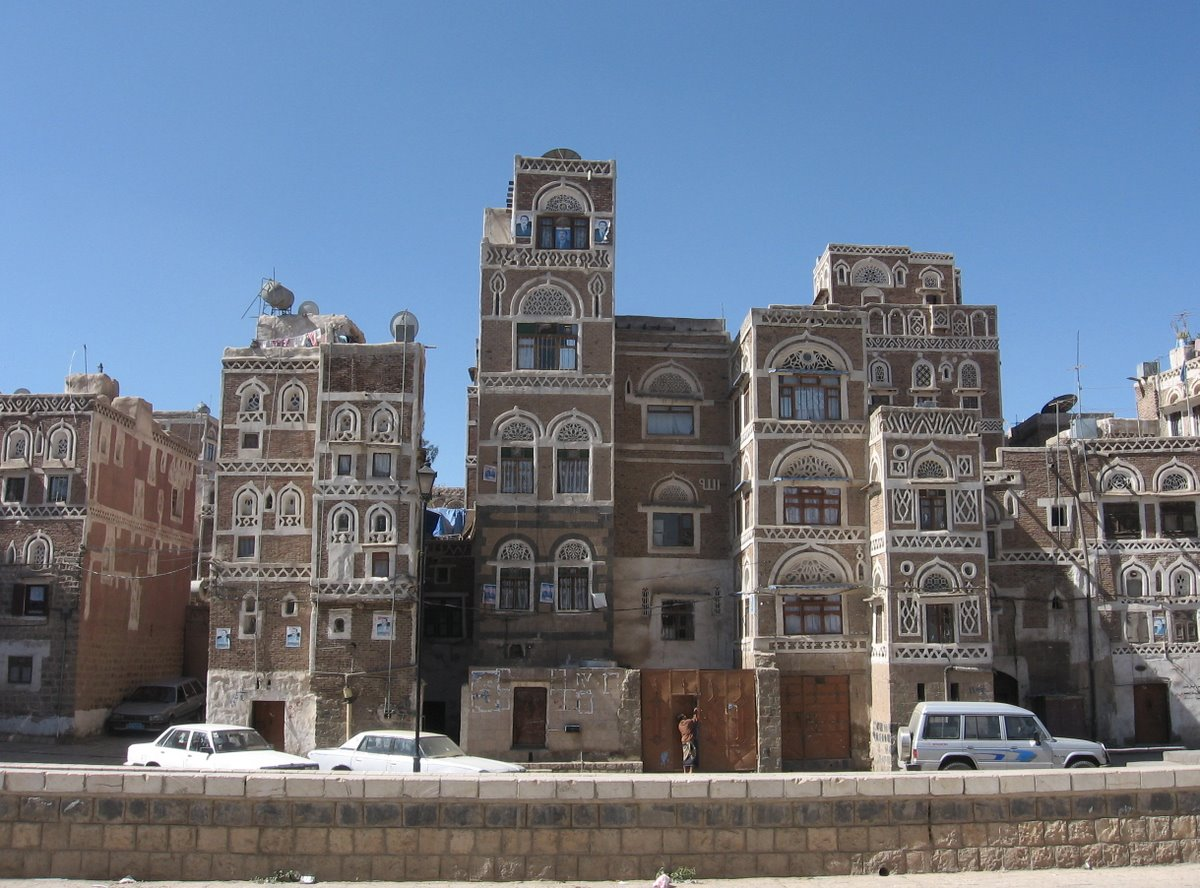
Arquitectura típica da cidade de Sanaa, no Iémen.

Nasceu em 1941, na cidade de Luanda, em Angola. Foi aluno na Escola Superior de Belas Artes de Lisboa, onde concluiu uma licenciatura em Arquitectura em 1968. Frequentou igualmente a Universidade de Nova Iorque, onde tirou o mestrado em Planeamento Urbano e Regional em 1971, e a Universidade de Durham, onde se doutorou em Geografia Humana em 1995.
Começou a sua carreira nos finais dos anos 60, tendo estado em Portugal, no Médio Oriente e nos Estados Unidos da América. Foi o autor do projecto e responsável pela direcção dos trabalhos de restauro e adaptação da sede do Ar.Co - Centro de Arte & Comunicação Visual, na Rua de Santiago, Lisboa, que foi inaugurado em 19 de Fevereiro de 1973. Em 1973, esteve na cidade de Sanaa, no Iémen como voluntário da ONU, exercendo nessa altura como conselheiro técnico do Departamento de Urbanismo do Ministério das Municipalidades. Iniciou nessa altura um importante trabalho sobre o urbanismo e a arquitectura do país, tendo em 1975 concorrido a um subsídio oferecido pela Fundação Calouste Gulbenkian, nos temas de arquitectura e urbanismo populares, de forma a terminar o seu programa de investigação. Voltou a Portugal em 1976, e durante cerca de um ano escreveu a obra Art of Building in Yemen com a colaboração dos alunos e professores da associação Ar.Co, principalmente José Octávio Fernandes e Jaime Lebre. Este livro foi publicado no Reino Unido em 1981 pela editora AARP, e em 1982 nos Estados Unidos da América pela empresa MIT Press. Foi um sucesso de vendas, tendo sido considerado como uma obra de referência a nível internacional. Porém, só foi publicado em Portugal em 2009, em cooperação entre as editoras Front Publications e Argumentum, como parte de uma segunda edição, que incluiu os resultados das investigações feitas até 2006. Regressou ao Iémen em 1983, 1986 e 2006, como parte do seu trabalho de doutoramento, tendo estudado toda a zona continental daquele país, principalmente o Sul e a região oriental da província de Hadhramaut. Em 2013 publicou o livro Sadiq Sura, com fotografias que tirou das crianças do Médio Oriente, sendo o título uma alusão ao termo que estas utilizavam quando lhe pediam para tirar um retrato (Tire-me o retrato, amigo!).
Além do Iémen, também exerceu igualmente como arquitecto e urbanista no Qatar, no Bahrain, em Portugal e nos Estados Unidos da América. O seu principal interesse é a utilização de materiais tradicionais de construção, e a forma como estes se relacionam com o ambiente natural, tema que estudou no Iémen, no Paquistão em Portugal. Foi considerado pela Fundação Gulbenkian como um importante investigador no campo da arquitectura vernacular, com uma visão universal dos territórios, centros urbanos e processos de construção. Escreveu um estudo sobre a arquitectura vernácula do Iémen, formalmente iniciado em 1976, que resultou no livro "Art of Building in Yemen". Sobre a arquitectura vernacular em Portugal, escreveu as obras Terra e casas no Oeste, em 2009, e Mértola no Alengarve 2002. Também escreveu vários artigos e participou em congressos em Portugal e no estrangeiro sobre aquele tema. Entre 1986 e 2004 exerceu como technical reviewer para o Prémio Aga Khan de Arquitectura. Como arquitecto, foi responsável por vários trabalhos em Portugal, no Iémen, Qatar e Guiné-Conacri, tanto de recuperação como de construção para o governo e particulares. Em território nacional, as suas obras encontram-se principalmente nos concelhos de Alcoutim, Mértola e Castro Marim.
Entre 1996 e 2014, exerceu como professor associado nos departamentos de Urbanismo, Arquitetura e Geografia na Universidade Lusófona de Humanidades e Tecnologias.
Entre as suas obras incluem-se o Plano de Salvaguarda de Alcoutim, o Plano de Recuperação de Mértola, a Casa dos Condes - Centro de Documentação de Alcoutim, o Tribunal de Mértola,[carece de fontes?] e um núcleo museológico sobre arqueologia, instalado no Castelo de Alcoutim. Foi responsável pela revisão do Plano de Urbanização de Mértola, em 1981, e pela revisão do Plano Geral de Urbanização da Vila de Mértola, em 1988. Fez igualmente parte da Comissão Científica para a candidatura de Mértola a Património da Humanidade, na década de 2010. Esteve igualmente integrado na Fundação Multifida, inaugurada em 2016 e sedeada na vila de Mértola e em Amsterdão, na Holanda, que tinha como finalidade desenvolver e divulgar a biodiversidade e as suas aplicações no campo da ecologia.
Faleceu em 6 de Fevereiro de 2023, tendo a divisão regional Sul da Ordem dos Arquitectos emitido uma nota de pesar.

## Livros e artigos publicados
- 2018. Mértola no Baixo Guadiana – espaço construído e identidade no meio rural. Publicado na Revista Monumentos de Novembro de 2018.
- 2013. Sadiq Sura. Lisboa: Ar.Co
- 2009. Art of Building in Yemen. Lisboa: Argumentum Editora. 2ª edição, ISBN 978-972-8479-66-4
- 2009. Terra e Casas no Oeste. Lisboa: Argumentum Editora. 1ª edição, ISBN 978-972-8479-62-6.
- 2002. Mértola, no Alengarve. 1ª edição. Lisboa: Assírio e Alvim
- 2000. Architecture and the Making of Tradition (Fernando Varanda entre outros)
- 1981. Art of Building in Yemen. 1ª edição. Londres: AARP / MIT Press.
- 1968. Betão exposto em edifícios de escritórios. Lisboa: ND.